# هاري باركس
هاري باركس (بالإنجليزية: Harry Parkes)‏ (1 سبتمبر 1888 في المملكة المتحدة - 1 مارس 1947) هو مدرب كرة قدم ولاعب كرة قدم بريطاني (وحمل سابقاً جنسية المملكة المتحدة لبريطانيا العظمى وأيرلندا) في مركز الهجوم. لعب مع كوفنتري سيتي ونيوبورت كونتي ووست بروميتش ألبيون.

## وصلات خارجية
- هاري باركس على موقع Soccerbase.com (مدرب) (الإنجليزية)